# Schlacht bei Tournai

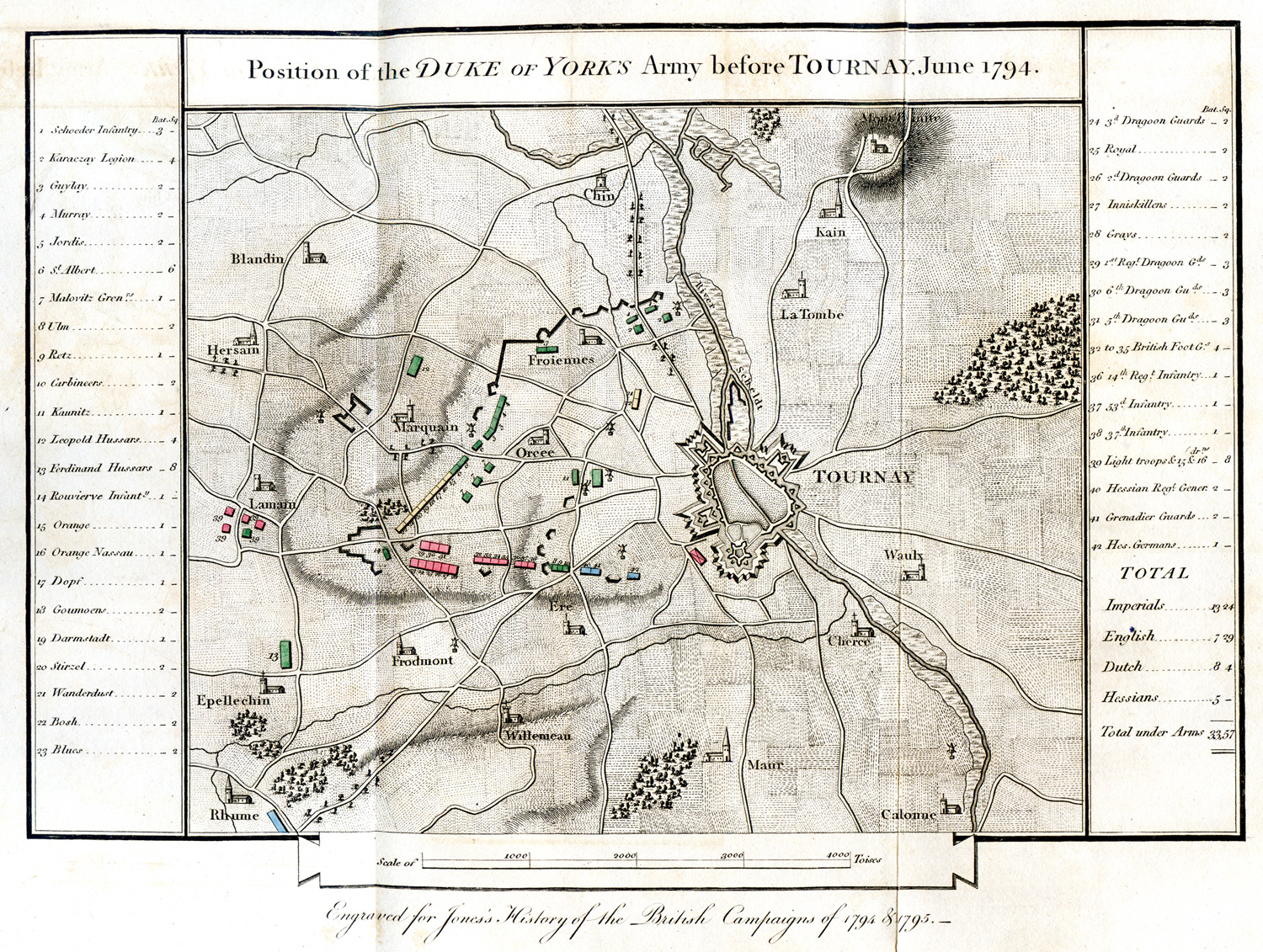
Schlacht bei Tournai 1794

Die Schlacht von Tournai (auch bataille de Pont-à-Chin), fand am 22. Mai 1794 im Ersten Koalitionskrieg in der belgischen Provinz Hennegau an der Schelde (ca. 80 km südwestlich von Brüssel) zwischen französischen Streitkräften unter General Charles Pichegru und Koalitionstruppen unter Oberbefehl von Prinz Josias von Sachsen-Coburg statt. Bei den Kämpfen, bei denen auf beiden Seiten rund 6500 Mann getötet oder verwundet wurden, unterlagen die Franzosen, die alleine etwa 4000 Mann an Verlusten hatten.
1792

Porrentruy – Marquain – Quiévrain – Verdun – Thionville – Valmy – Lille – Mainz (1792) – Jemappes
1793

Aldenhoven I – Namur – Neerwinden – Mainz (1793) – Famars – Valenciennes (1793) – Arlon (1793) – Hondschoote – Meribel – Avesnes-le-Sec – Pirmasens – Toulon – Fontenay-le-Comte – Cholet – Lucon – Trouillas – Dünkirchen – Le Quesnoy – Menin I – Wattignies – Weißenburg I – Biesingen – Kaiserslautern I – Weißenburg II
1794

Boulou – Landrecis – Menin II – Mouscron – Martinique – Guadeloupe – Tourcoing – Tournai – Kaiserslautern II – San-Lorenzo de la Muga – 13. Prairial – Fleurus – Kaiserslautern III – Vosges – Aldenhoven II
1795

Cornwallis’ Rückzug – Genua – Groix – Hyeres – Handschuhsheim – Mainz (1795) – Mannheim – Loano
1796

Montenotte – Millesimo – Dego – Mondovì – Lodi – Borghetto – Castiglione – Mantua – Siegburg – Altenkirchen – Wetzlar – Kircheib – Kehl – Kalteiche – Friedberg  – Malsch – Neresheim – Sulzbach – Deining – Amberg – Würzburg – Neufundland – Rovereto – Bassano – Limburg – Biberach I – Emmendingen – Schliengen – Caldiero – Arcole – Irland
1797

Fall von Kehl – Rivoli (1797) – St. Vincent – Diersheim – Santa Cruz – Neuwied – Camperduin

## Vorgeschichte
Kaiser Franz II. war am 9. April 1794 in Brüssel eingetroffen und reiste am 14. in das Hauptquartier des Prinzen von Sachsen-Coburg nach Valenciennes ab. Er wollte den Feldzug von 1794 persönlich gegen die französische Revolutionsarmee eröffnen und schlug am 15. Mai sein Hauptquartier inmitten der Koalitionstruppen in Tournai auf. Die französische Nordarmee kam den Angriffen aber zuvor und siegte am 18. Mai in der Schlacht bei Tourcoing, worauf sich die Verbündeten etwa 45.000 Mann stark, auf ihre befestigten Linien im Raum Tournai zurückzogen. 
Die Niederlage hatte die Koalition noch nicht entmutigt, man plante einen weiteren Angriff auf Mouscron zu führen. Das selbständige operierende österreichische Corps Clerfait bezog am 20. Mai ein Lager bei Thielt; das Gros der alliierten Armee verschanzte sich in Stellungen um Tournai, wo sich auch der Kaiser und der Herzog von York mit ihren Stabsoffizieren einfanden. 
Die Front der Koalitionstruppen stand vor Tournai in einem Halbkreise in mehreren Linien, deren äußerste sich von Esplechin - über Lamain bis Blandain auf 34 Meilen (etwa 55 Kilometer) bis Thielt nordwestlich Tournai erstreckte. General Pichegru nutzte die Vorteile des Sieges nicht sofort aus, erst nach drei Tagen der Untätigkeit rückten die Franzosen am 22. Mai mit etwa 28.000 Mann nach und wollten die Verbündeten aus den neuen Stellungen vertreiben.

## Die Schlacht

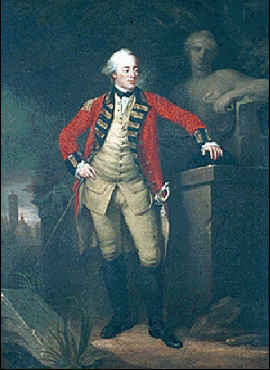
Johann Ludwig von Wallmoden-Gimborn

Zwischen sechs und sieben Uhr am Morgen des 22. Mai eröffnete Pichegru den Angriff auf die Vorpostenlinie der Verbündeten zwischen Camphin bis Espierres. „Sieg oder Tod!“ scholl das Feldgeschrei der Franzosen. Die Engländer standen am rechten Flügel bei Tamegnies, waren an der Schelde angelehnt und dadurch vor Umgehung gesichert. Die Vorpostenlinie erstreckte sich links von Camphin über Baisieux, Templeuve, Nechin nach Leers und rechts über St. Leger bis Espierre. Das Zentrum war an der Linie Blandain et Templeuve etabliert, der linke Flügel war südöstlich davon von Esplechin über Lamain unter Erzherzog Karl aufgestellt. Das hannoversche Truppencorps unter General Graf Wallmoden-Gimborn war am rechten Flügel als Avantgarde bis Espierre vorgeschoben. Die Brigade des Generals Georg Wilhelm von dem Bussche deckte dort zwischen Pecq und Warcoing und wurde als erstes angegriffen.
Das französische Korps des Generals Joseph Souham griff mit vier Brigaden die nördliche Linie von Spierres bis Leer an, während links davon die Truppen des Generals Jacques-Philippe Bonnaud zum Angriff nach Süden ansetzten und versuchten, um eine Umfassung auszuführen. Es wurde den ganzen Tag mit Hartnäckigkeit gegen Hannoveraner, Holländern und Hessen gekämpft, der südliche Abschnitt gegenüber den Österreichern blieb von den Kämpfen nahezu unberührt und wurde nur durch Scheingefechte gebunden. Die französische Regimenter griffen im Zentrum die überlegenen alliierten Truppen an der befestigten Dörfer-Linie von Blandain, Templeuve und Froyennes in erbitterten Kämpfen an. Die Verbündeten schickten nach und nach fast alle verfügbaren Reserven in den Kampf und konnten sich überall behaupten. 

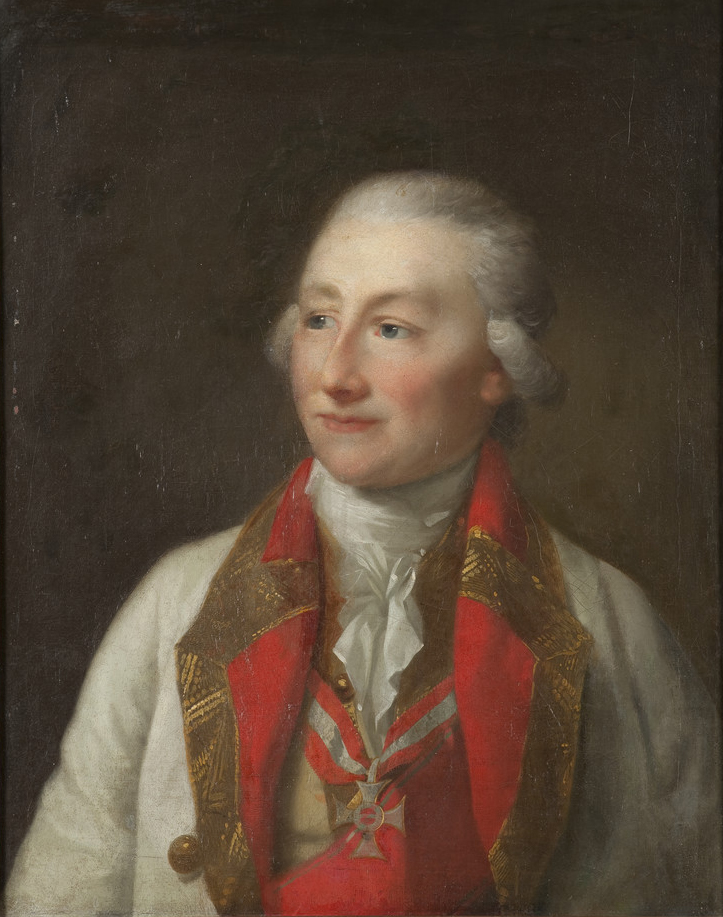
Christian August Prinz zu Waldeck

Insbesondere um das Pont-à-Chin wurde fast zwölf Stunden lang gerungen, das Dorf wechselte insgesamt viermal den Besitzer, bis sich die Franzosen schließlich zurückziehen mussten. General Wallmoden zog zu Beginn der Angriffe seine Truppen südlich Ramignies durch Pont à Chin zurück und nahm hinter dem Dorf unter starken französischen Artilleriefeuer auf der großen Ebene zwischen Pont à Chin und Tournai seine neue Aufstellung. Neu formiert, erhielt er vom Herzog von York den Befehl den aufgegebenen Weiler Pont à Chin wieder zu nehmen, was auch gelang. Weil indessen auf dem linken Flügel der Hannoveraner die österreichischen Regimenter Terrain verloren und die Franzosen immer frische Truppen gegen Pont à Chin anrücken ließen, so musste das Dorf wieder geräumt werden. Der Prinz von Waldeck musste seine Truppen von den Höhen von Blandin gegen die Hauptstellung zurückziehen. Als aber die Hannoveraner und die österreichische Brigade Kovachevic wieder Gelände gewonnen hatten, stürmte Waldecks Kavallerie wieder nach vorn und trieb die vorderen französischen Verbände auf ihre Hauptkolonne zurück, die selbst aus Templeuwe zum Stoß ansetzen wollte. Österreichische Truppen drangen wieder in Blandin ein und verfolgten den Gegner bis dicht vor Templeuwe. Mit frischen Truppen verstärkt, entriss der Feind den Hannoveranern abermals Pont à Chin; und bedrohte neuerlich Blandin. Aber auch Waldeck hatte Verstärkung erhalten (4 Bataillone); er trieb den Feind wieder zurück, verfolgte ihn und nahm den von den Franzosen befestigten Ort Ramegnies unter Beschuss. Überhaupt zeigte sich die Wirksamkeit des Geschützfeuers der Hannoveraner während des ganzen Tages überlegen. Bis um 18:00 Uhr wurde das Dorf Pont a Chin von einer französischen Brigade unter General Macdonald gehalten. Die einzige Reserve, die den Verbündeten noch zum Gegenangriff zur Verfügung stand, war die englische Brigade des Generals Fox, die nach den Verlusten bei Tourcoing (18. Mai) nur mehr etwa 600 Mann zählte. Trotzdem gelang es dieser Brigade, das Dorf zurückzuerobern und zu sichern. Um 19:30 Uhr befanden sich die Alliierten endgültig im Besitz von Pont à Chin und der Anhöhen von Blandin und Ramignies. General Pichegru befahl den Rückzug, der ohne Gegenwehr der Verbündeten geordnet verlief. General Souham hatte sein dezimiertes Corps nach Courtrai abzuziehen und General Bonnaud in seine vorigen Stellung an der Marcq zurückzugehen.

## Folgen
Der Verlust der Franzosen in der Schlacht betrug an Toten und Verwundeten etwa 4000 Mann, dazu 500 Gefangene, 7 Geschütze waren verloren gegangen. Die Österreicher hatten 80 Offiziere und 2080 Mann verloren, die Engländern 5 Offiziere und 122 Mann, davon waren 1728 Mann tot und verwundet und 565 Mann vermisst. Der Verlust des hannoverschen Corps war unter Berücksichtigung, dass das Gefecht von 6:30 Uhr morgens bis gegen 20 Uhr Abends gedauert hatte, verhältnismäßig gering.
Die Armee der Verbündeten begann sich nunmehr zu zerbröckeln, indem schon in den nächst folgenden Tagen General Wallmoden mit dem hannoverschen Korps (11 Bataillone und 12 Eskadronen) zur Unterstützung des Feldzeugmeister Clerfait nach Oudenarde abrückte, um diesen Platz in Verteidigungsstand zu setzen. Kaiser Franz begab sich am 30. Mai ebenfalls dahin. Oberst Mack hatte wegen seiner Niederlage von Tourcoing seine Stelle als General-Quartiermeister am 23. Mai niedergelegt und war durch den Prinzen von Waldeck ersetzt worden.